# Karel Heijting
Karel Heijting (Kutoarjo (Nederlands-Indië), 1 mei 1883 – Parijs, augustus 1951) was een Nederlandse voetballer en militair.
Heijting speelde als verdediger 246 wedstrijden voor HVV waarmee hij zes keer Nederlands kampioen werd.
Hij vertegenwoordigde Nederland op de Olympische Zomerspelen van 1908 en won daarbij de bronzen medaille. Nederland speelde geen voorronde, maar de eerste wedstrijd gelijk een halve finale tegen het Britse team. Deze wedstrijd ging met 4-0 verloren. De wedstrijd hierna ging om het brons. Deze wedstrijd werd met 2-0 gewonnen en hierbij scoorde Jops Reeman (6e minuut) en Edu Snethlage (58e minuut). Daarnaast heeft Heijting ook zeventien interlands gespeeld voor Nederland, dit in de periode van 1907 tot 1910. Hij was de eerste donkere speler die voor het Nederlands elftal uit kwam.
Heijting ging in 1910 naar Parijs en werkte bij de bank Le Crédit Lyonnais. Hij voetbalde daar bij Red Star FC. Op 24 augustus 1914, tijdens de Eerste Wereldoorlog, ging hij in dienst bij het Frans Vreemdelingenlegioen. Op 9 mei 1915 raakte hij gewond bij gevechten bij Arras en werd hij krijgsgevangen genomen door de Duitsers. Slechts vier van de 250 leden van zijn eenheid, 2e compagnie, bataljon C, 1e Régiment de March Legion Etrangere (RMLE), overleefden deze slag. Hij kwam terecht in het ziekenhuis in Friedrichsfeld bij Voerde en bleef de rest van de oorlog gevangen in een kamp bij Düsseldorf.
Hij kocht in 1914 met Henri Douarin een fabriek in hoedenspelden. Vijf jaar later trouwde hij met Albertine Marie Louise Douarin. Heijting werd in 1935 Frans staatsburger en stierf op 68-jarige leeftijd in Parijs. Zijn weduwe overleed in 1996, op 97 jarige leeftijd.